# Orheiul Vechi

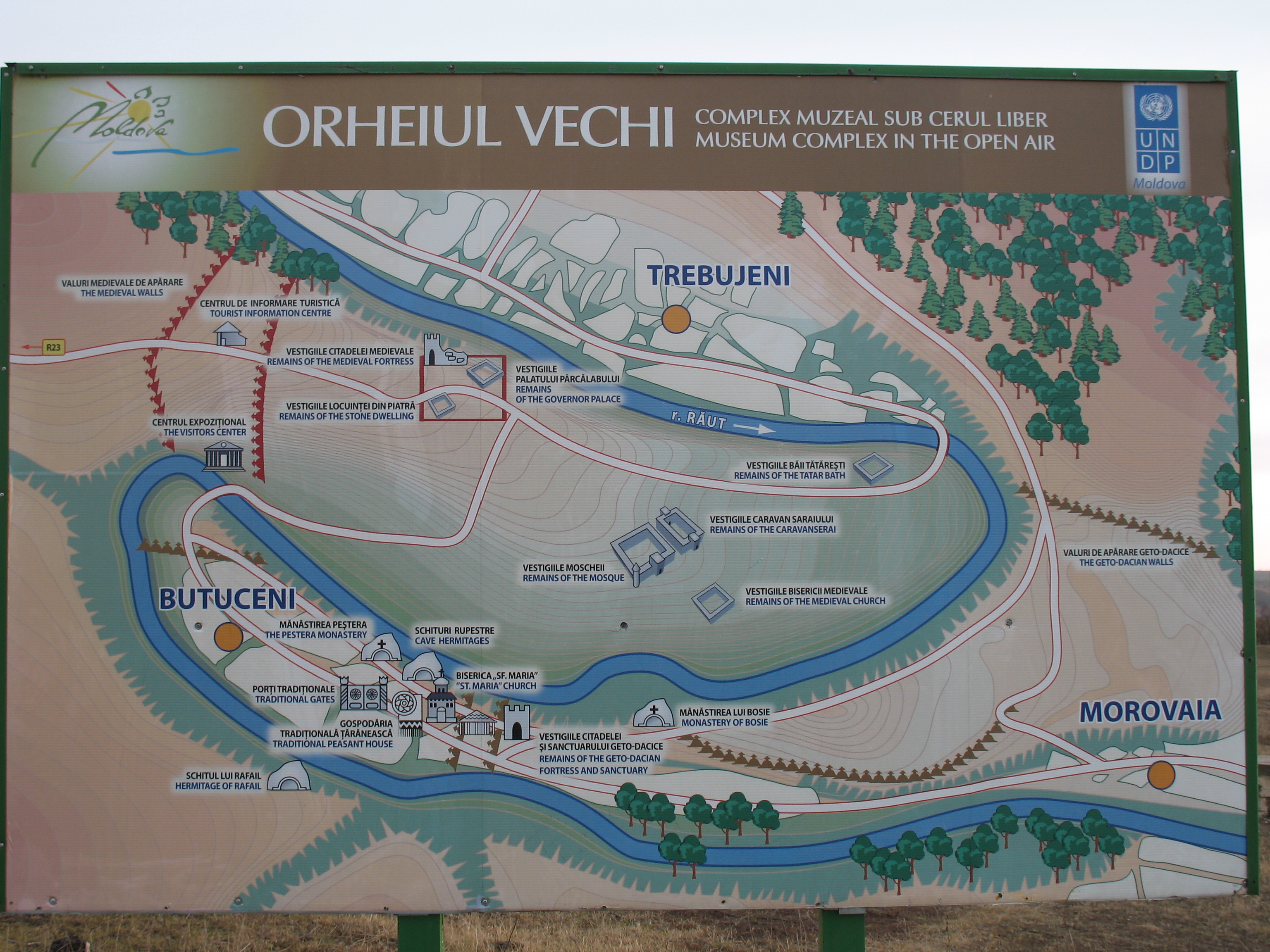
Schema atracțiilor turistice din Orheiul Vechi

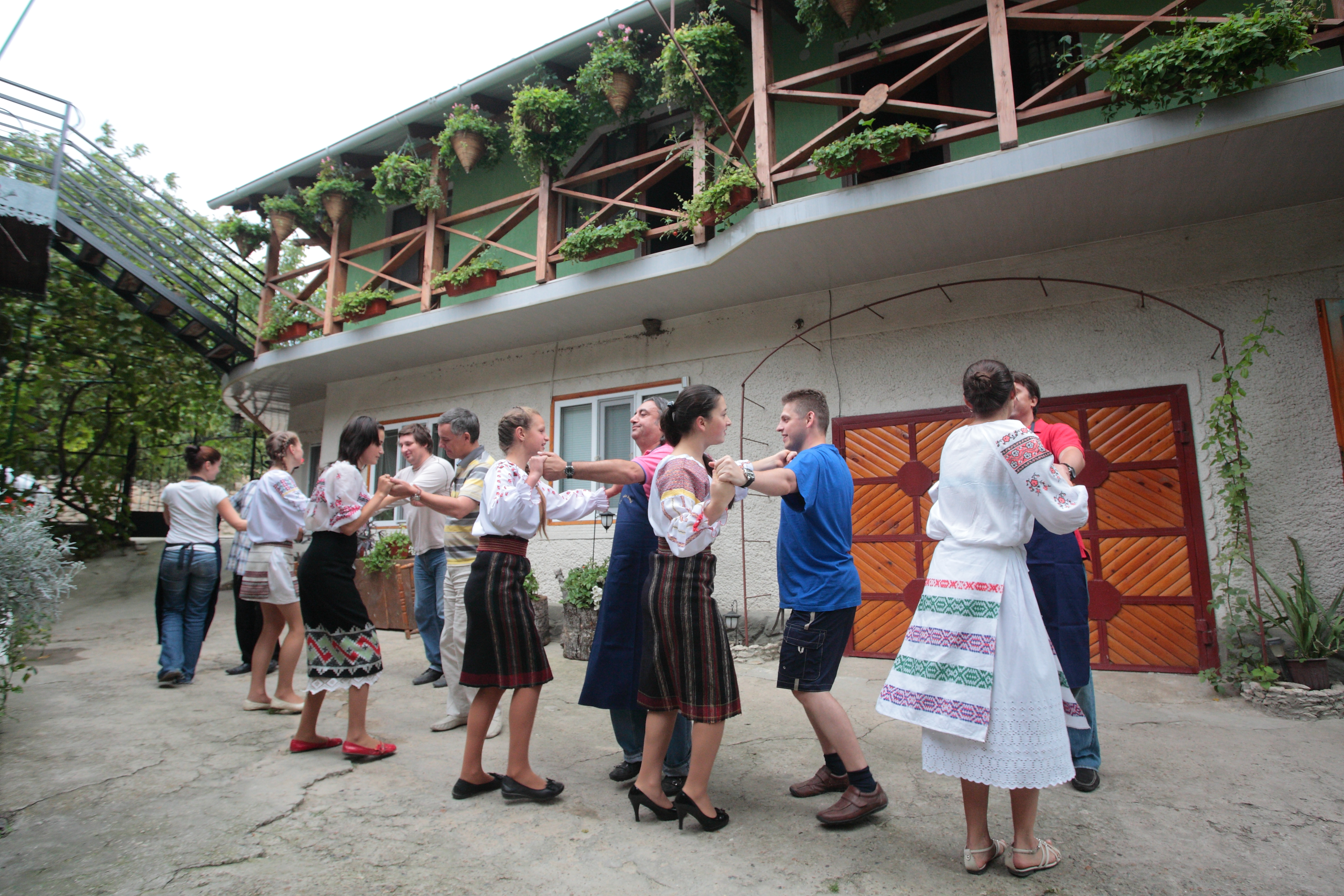
Dansuri la o pensiune turistică din complex

Complexul muzeal Orheiul Vechi este amplasat în valea Răutului, un afluent de dreapta al Nistrului, pe teritoriul comunei Trebujeni din raionul Orhei al Republicii Moldova. Rezervația cultural-naturală Orheiul Vechi are un statut special și constituie cel mai important sit cultural din Republica Moldova, aflându-se și în procesul de nominalizare pentru a fi înscris în Lista Patrimoniului Mondial al UNESCO. Complexul cuprinde cîteva zeci de hectare ale orașului medieval Orhei (sec. XIII–XVI), denumit ulterior Orheiul Vechi (după părăsirea așezării date și întemeierea în alt loc a unui oraș nou, cu același nume – Orheiul de azi). Din cadrul complexului fac parte două promontorii mari (Peștere și Butuceni), la care se alătură trei promontorii adiacente mai mici (Potarca, Selitra și Scoc), pe teritoriul cărora se află ruinele unor fortificații, locuințe, băi, lăcașuri de cult (inclusiv mănăstiri rupestre) atît din perioada tătaro-mongolă (sec. XIII–XIV) cît și moldovenească (sec. XV–XVI).
Complexul Orheiul Vechi constituie un sistem alcătuit din elemente culturale și naturale: landșaft natural arhaic, biodiversitate, cadru arheologic de excepție, varietate istorico-arhitecturală, habitat rural tradițional și originalitate etnografică.

## Geografie

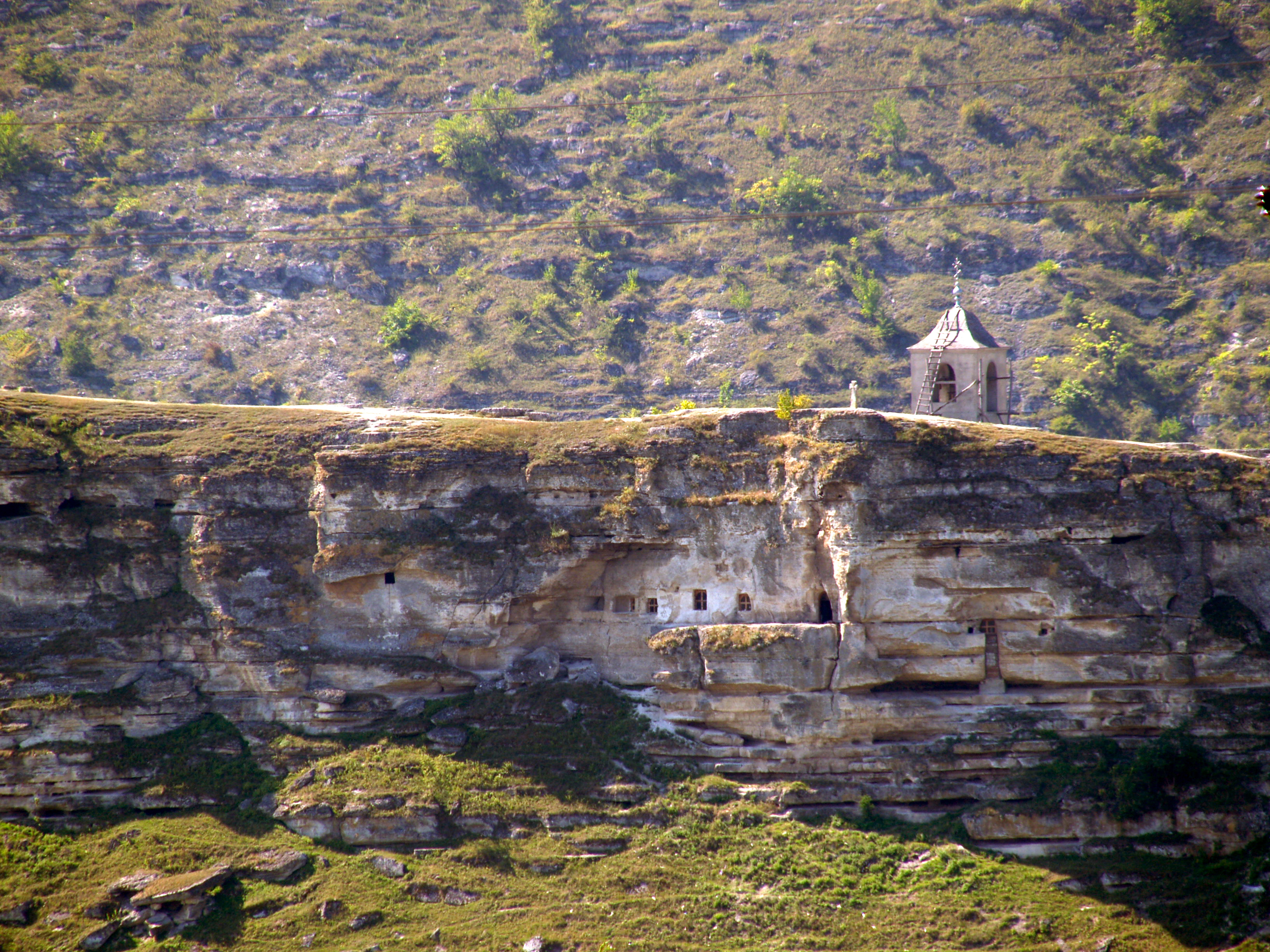
Versanți stâncoși în cadrul arealului

Rezervația cultural-naturală Orheiul Vechi prezintă un relief complex, care îmbină structuri geologice sarmațiene de circa 13 milioane ani cu un caracter rupestru pronunțat și peisajuri cuaternare argiloase de circa 1,8 milioane – 10 mii ani acoperite de cernoziomuri formate în ultimii 8 mii ani . 
Elementul geomorfologic esențial al complexului îl constituie valea râului Răut, compusă din albia minoră, albia majoră, terase și versanți. Valea Răutului are formă de defileu și chei, fiind relativ îngustă, cu o lățime ce nu depășește 1–2 km. Râul Răut are maluri concave sau convexe, de multe ori aproape abrupte, uneori cu panta până la 90º . Relieful contemporan al rezervației s-a format și a evoluat în rezultatul mai multor procese de morfogeneză. Dintre acestea un rol deosebit revine proceselor fluviale, eroziunii torențiale, proceselor gravitaționale și proceselor carstice. Procesele fluviale au determinat apariția văilor și a elementelor componente ale acestora. Valea râului Răut este secționată preponderent în calcarele Sarmațianului mediu. Adâncimea maximă a văii cuaternare atinge 120–130 m .

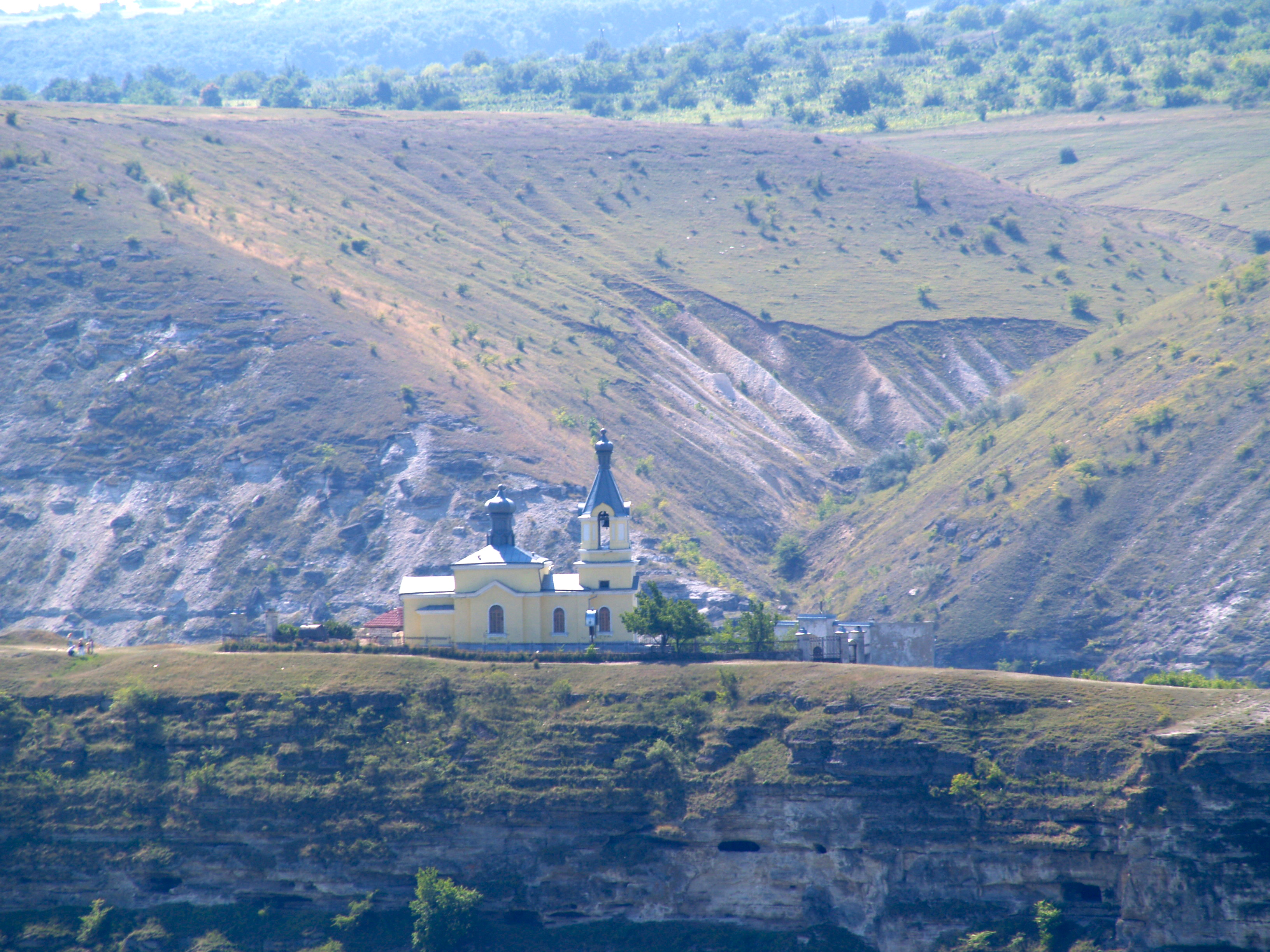
O biserică pe vîrful dealurilor stâncoase

Caracterul pitoresc al văii este accentuat de trei meandre (Mihăilașa, Peștera, Butuceni) de o rară frumusețe și de o originalitate deosebită. Înălțimea versanților abrupți atinge în medie altitudinea de circa 100–130 m, cotele maxime fiind de 170–180 m, mai sus de nivelul mării . Dintre formele de relief, pe lângă văile fluviale și văiugile în formă de chei, se evidențiază un complex carstic reprezentat prin așa forme exocarstice cum sunt dolinele și uvalele și câteva formațiuni de carst conic, forme unicale pentru teritoriul Republicii Moldova 
Din punctul de vedere al condițiilor meteorologice, zona reprezintă un spațiu de risc slab la fenomene climatice. Este amplasată pe izoterma +21°C a lunii iulie și între izotermele −4°C, −3°C a lunii ianuarie. Valoarea maximă a temperaturii, de +41,5°C a fost înregistrată în 21 iulie 2007, iar valoarea maximă a iernii, de −38,5°C a fost înregistrată în data de 25 ianuarie 1942 . Precipitațiile medii anuale sunt de 500 mm. Durata strălucirii soarelui este de 2000–2050 ore anual (22,8–23,4%). Durata predominantă a vântului în regiune este de Nord-Est, iar calmul atmosferic este de 42%. În linii generale, rezervația cultural-naturală Orheiul Vechi, beneficiază de o climă moderată, fenomenele meteorologice de risc reprezentând excepții .

## Istorie cronologică

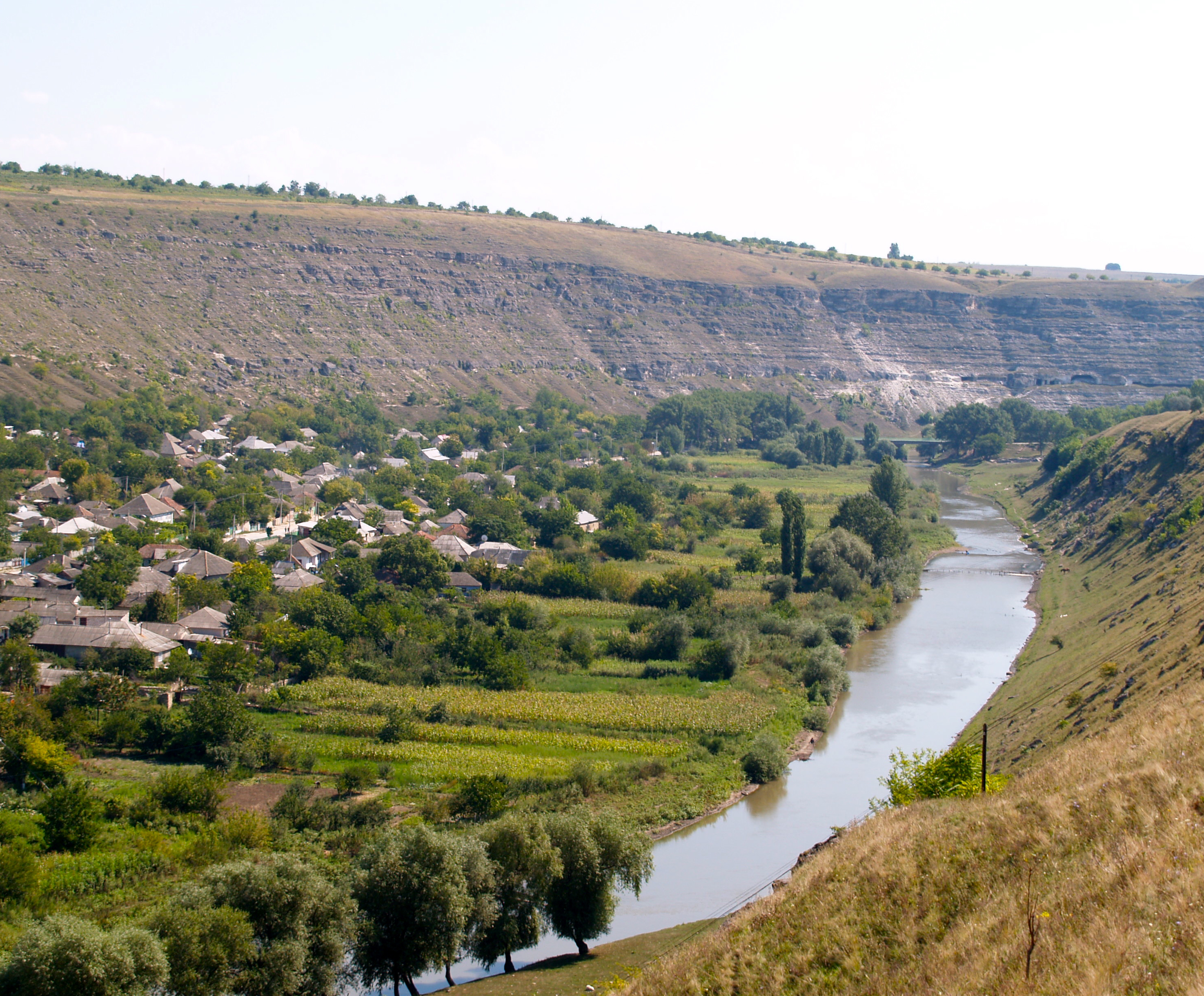
Satul Trebujeni de-a lungul Răutului

Așezarea medievală de la Orheiul Vechi a cunoscut câteva perioade de dezvoltare.

### Perioada de până la invazia tătaro-mongolă (sec. XII – începutul sec. XIV)
Începutul dezvoltării așezării medievale. Se presupune ca citadela din lemn și pământ a fost edificată în această perioadă.

### Perioada Hoardei de Aur (începutul sec. XIV – sfârșitul sec. XIV)
Localitatea e cucerită de Hoarda de Aur, care îi schimbă numele în Orașul Nou (în arabă Shehr al Jedid, în turanică Yanghi Shehr). Din această perioadă datează cetatea din piatră. Conform unor surse, în perioada 1363–65, Orheiul Vechi a fost reședința conducătorului Hoardei de Aur, Abdallah han.

### Perioada localității incluse in statul moldovenesc (sfârșitul sec. XIV – mijlocul sec. XVI)
În ultimul sfert al secolului XIV, tătarii Hoardei de Aur sunt alungați din Orheiul Vechi de moldoveni. Începe procesul de transformare a orașului oriental în oraș moldovenesc. Pe timpul lui Ștefan cel Mare, cetatea din piatră este reparată, înzestrată cu artilerie de foc și transformată în reședința pârcălabilor de Orhei.

### Perioada decăderii (mijlocul sec. XVI – începutul sec. XVII)
La mijlocul secolului XVI, locuitorii orașului abandonează Orheiul Vechi și se mută cu 15 km spre nord-vest, fondând Orheiul pe locul actual al orașului. Cetatea din piatră este distrusă, probabil din porunca lui Alexandru Lăpușneanu, care la cererea turcilor a desființat mai multe cetăți. În jurul anului 1600, domnitorul Ieremia Movilă încearcă să reconstruiască cetatea, dar fără succes. 

## Galerie de imagini

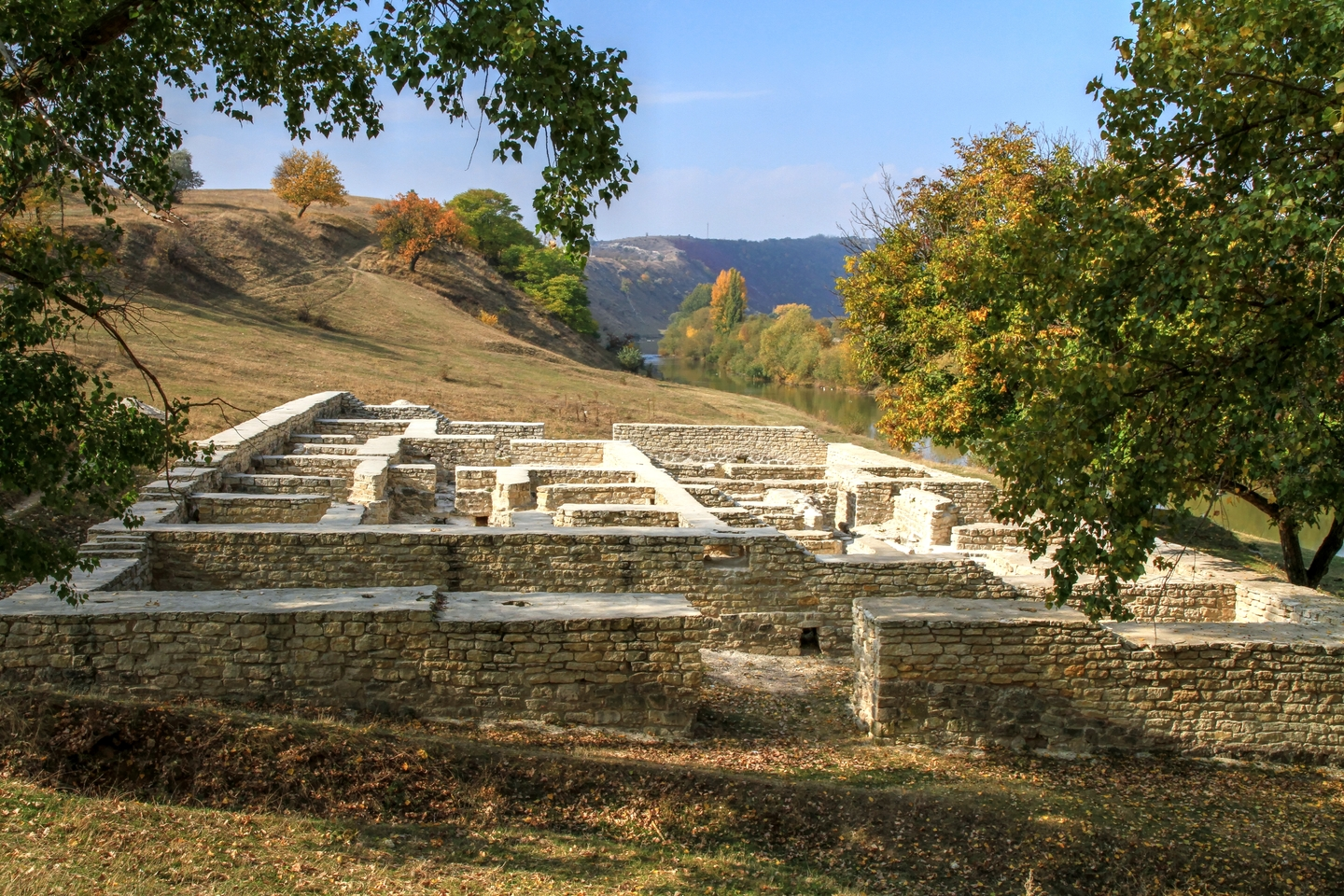
Vestigiile așezării tătărești, Shehr al Jedid
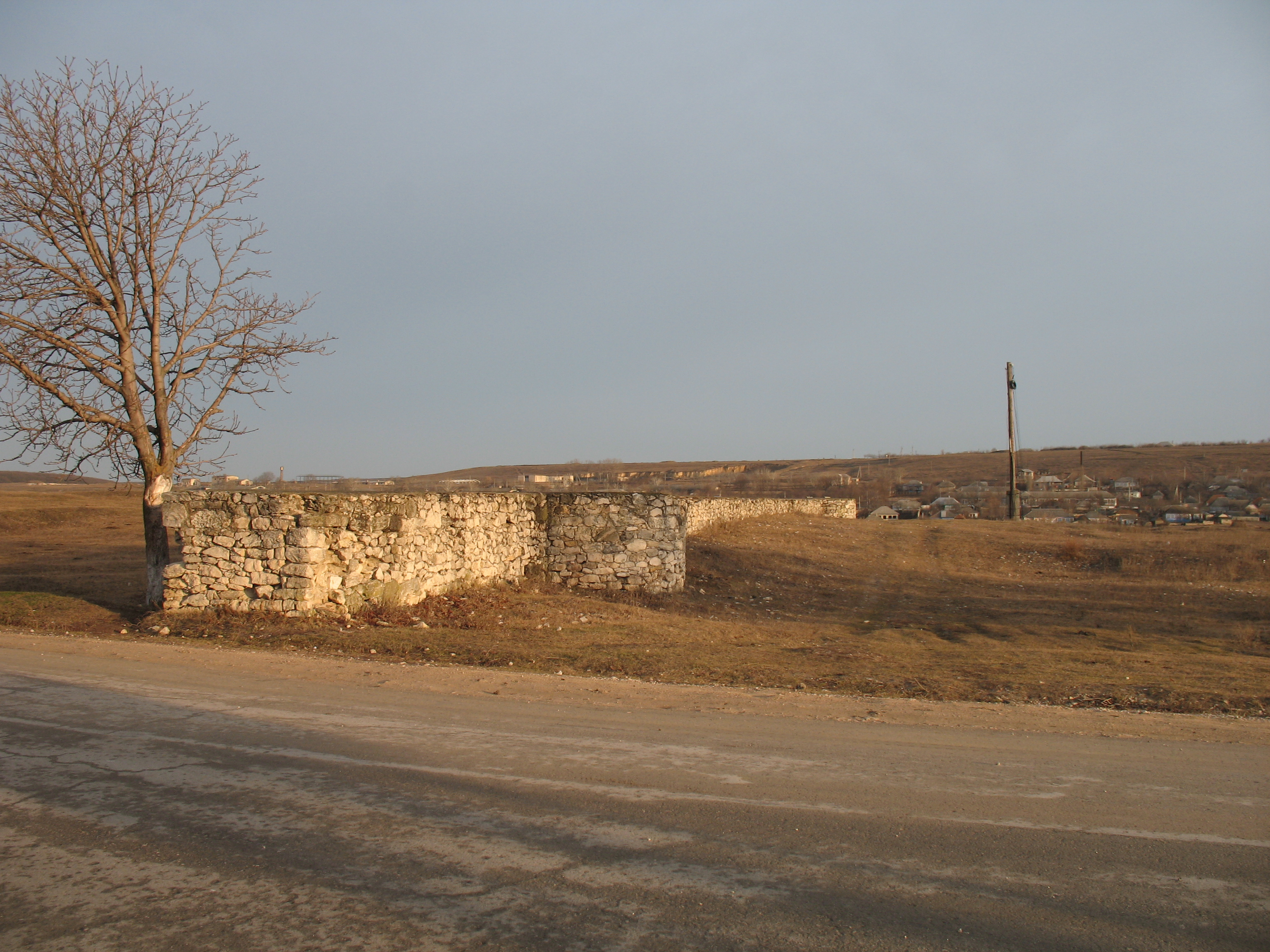
Ruinele palatului pârcalabului de Orhei
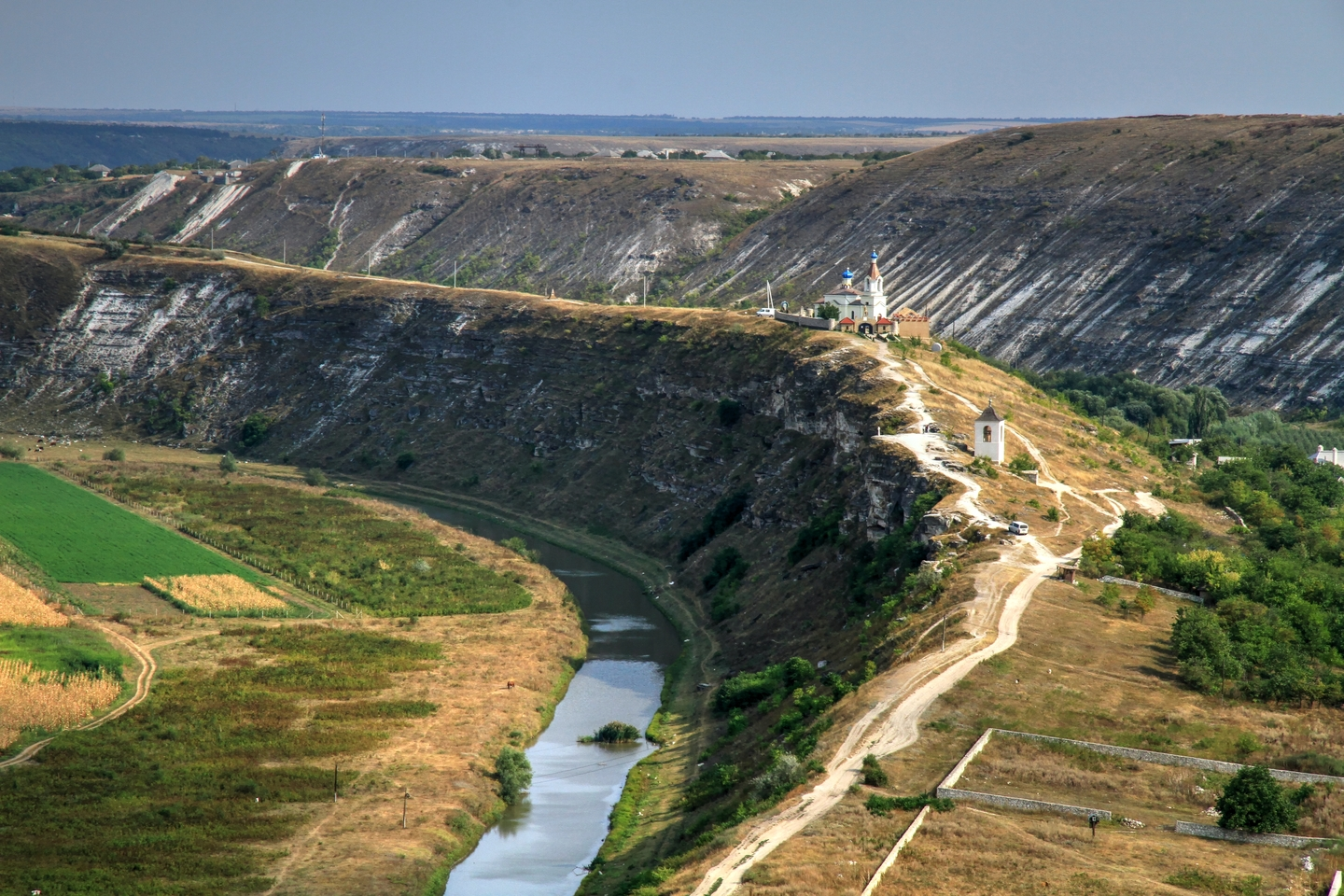
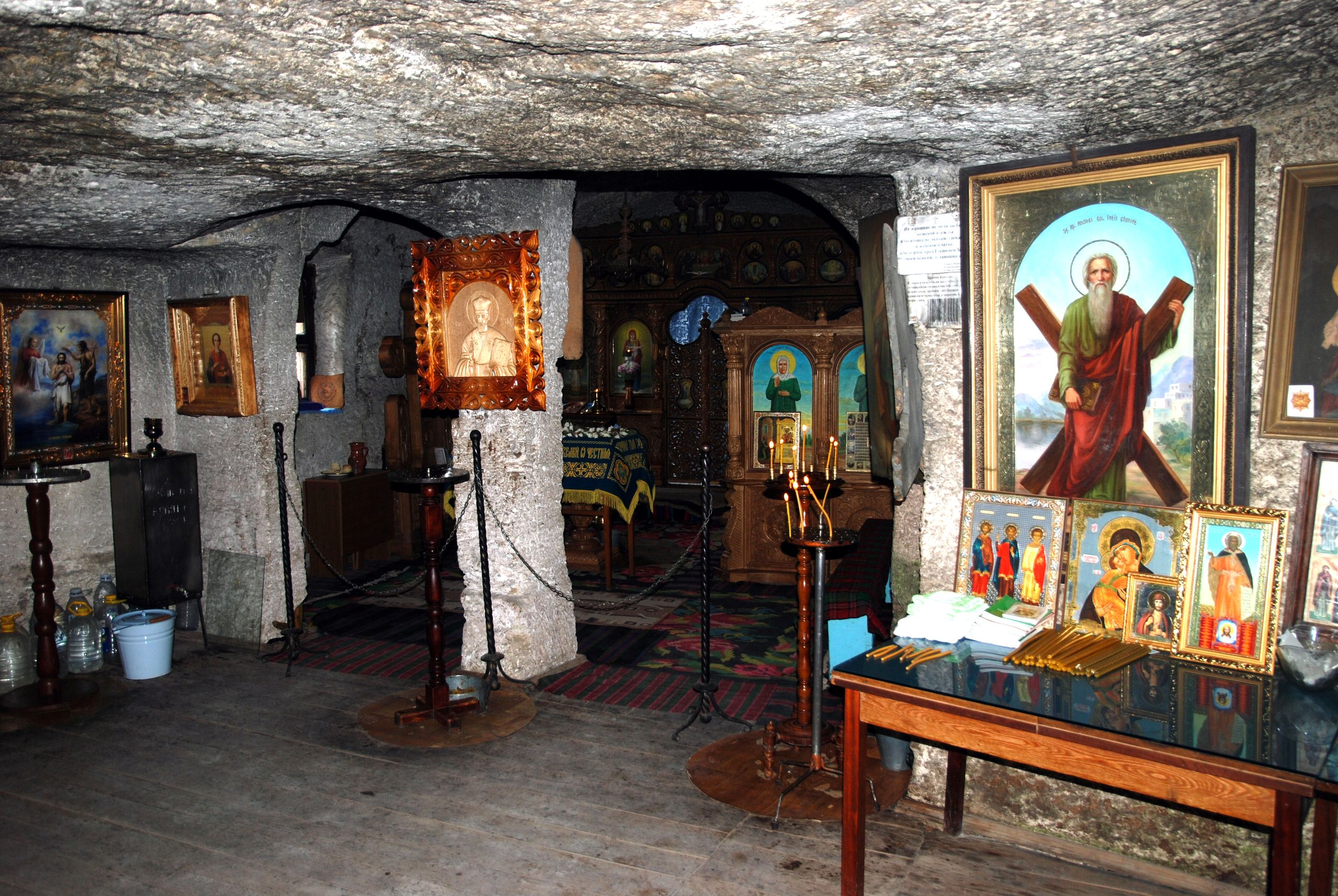
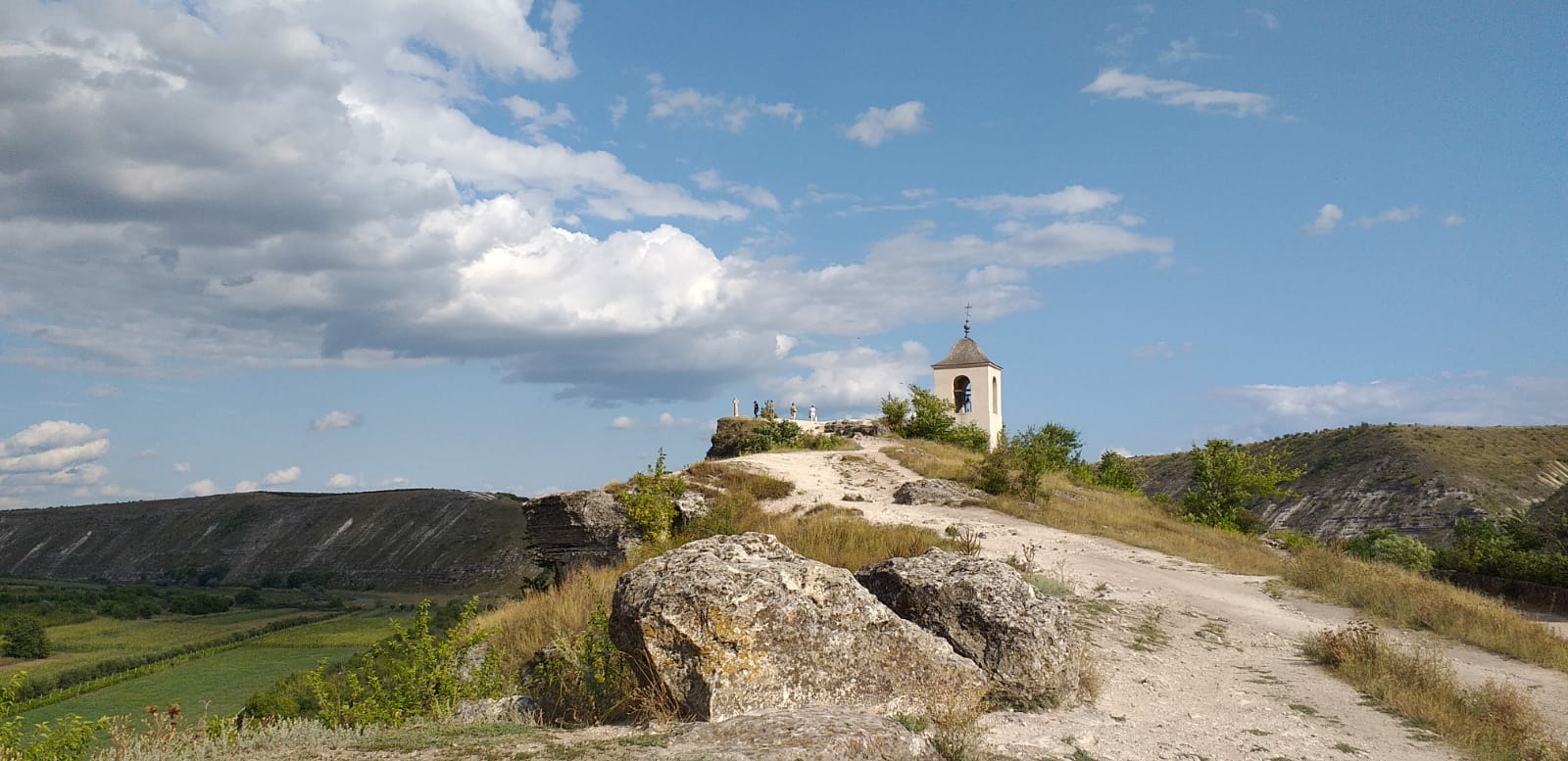
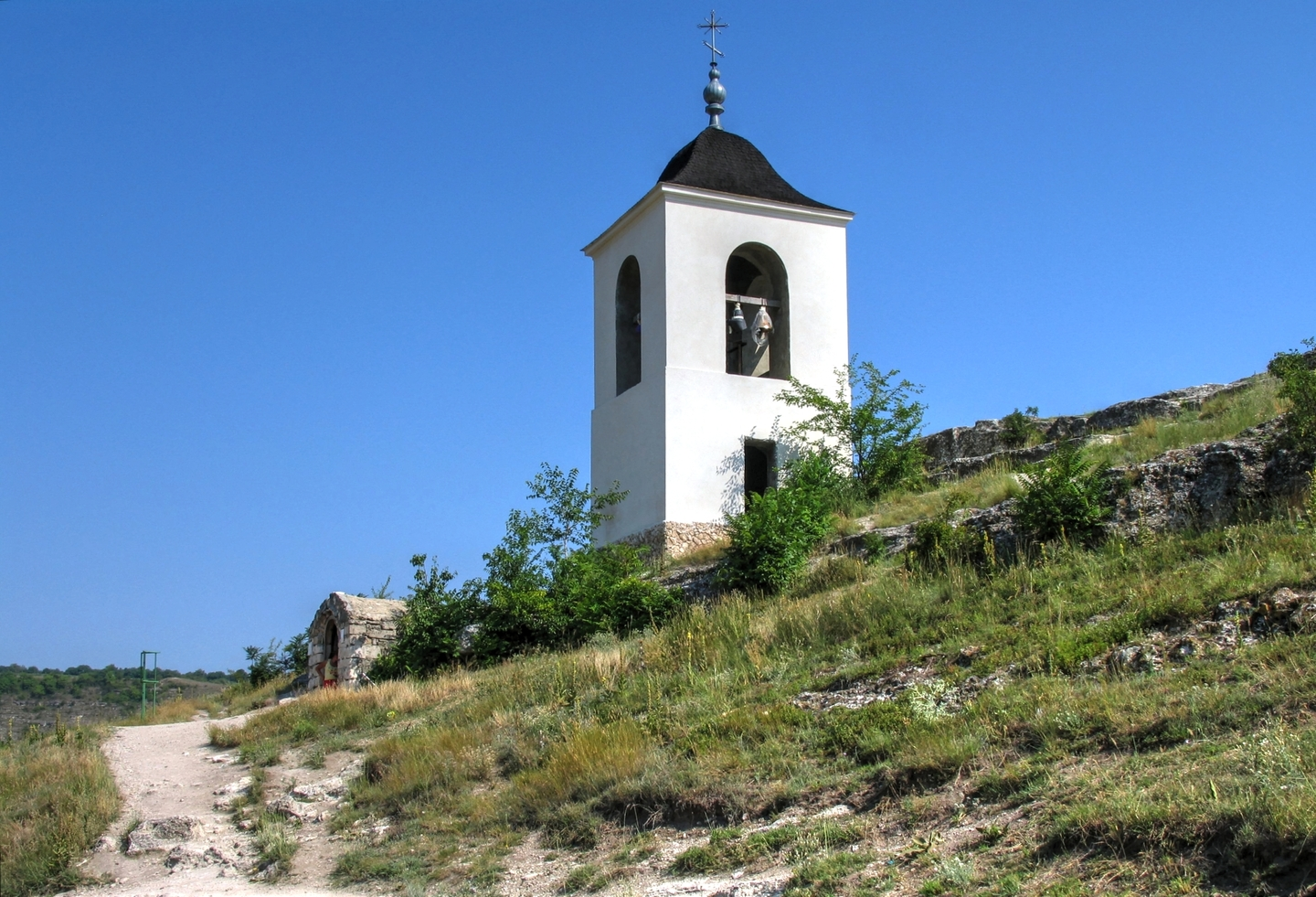
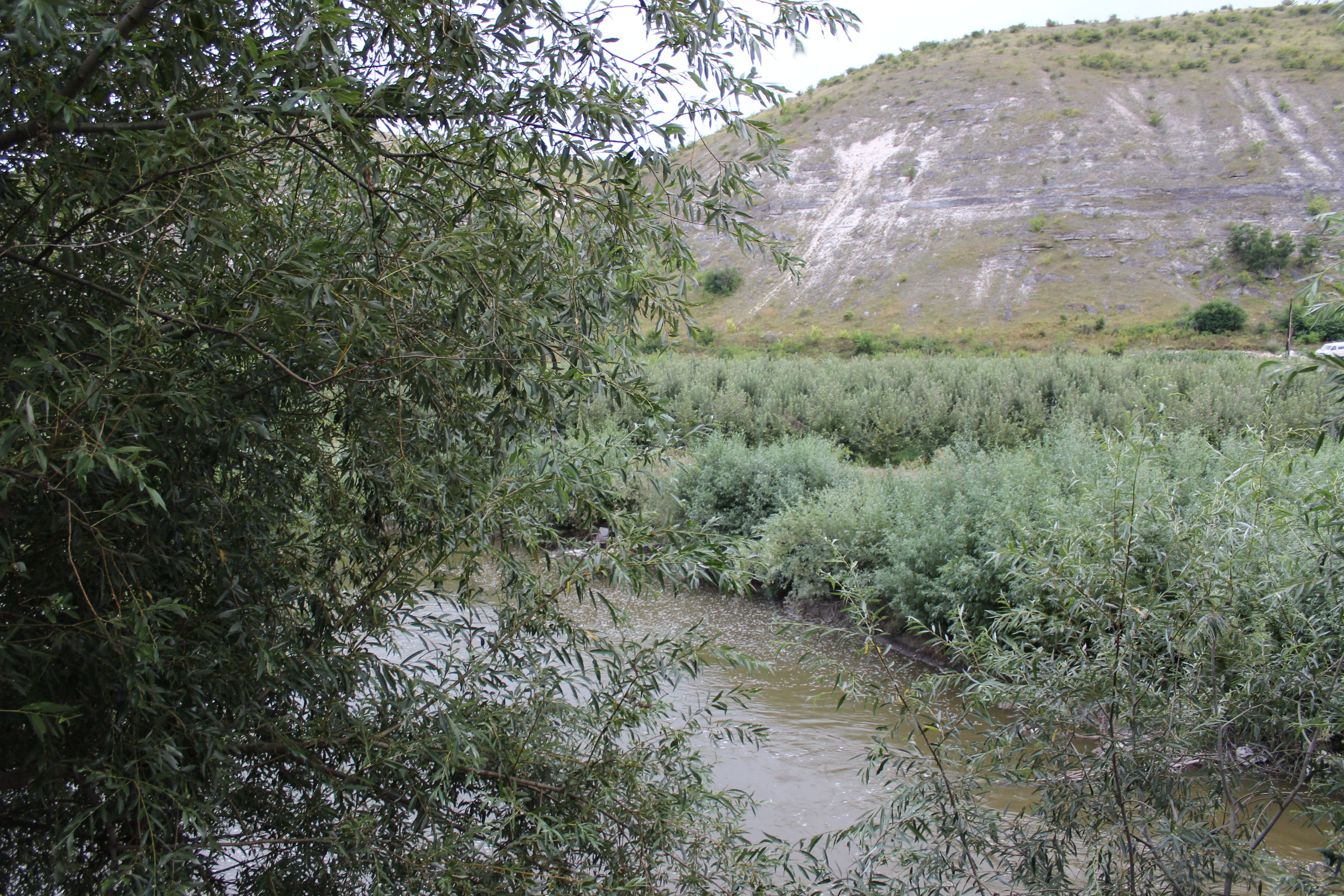
Lunca Răutului
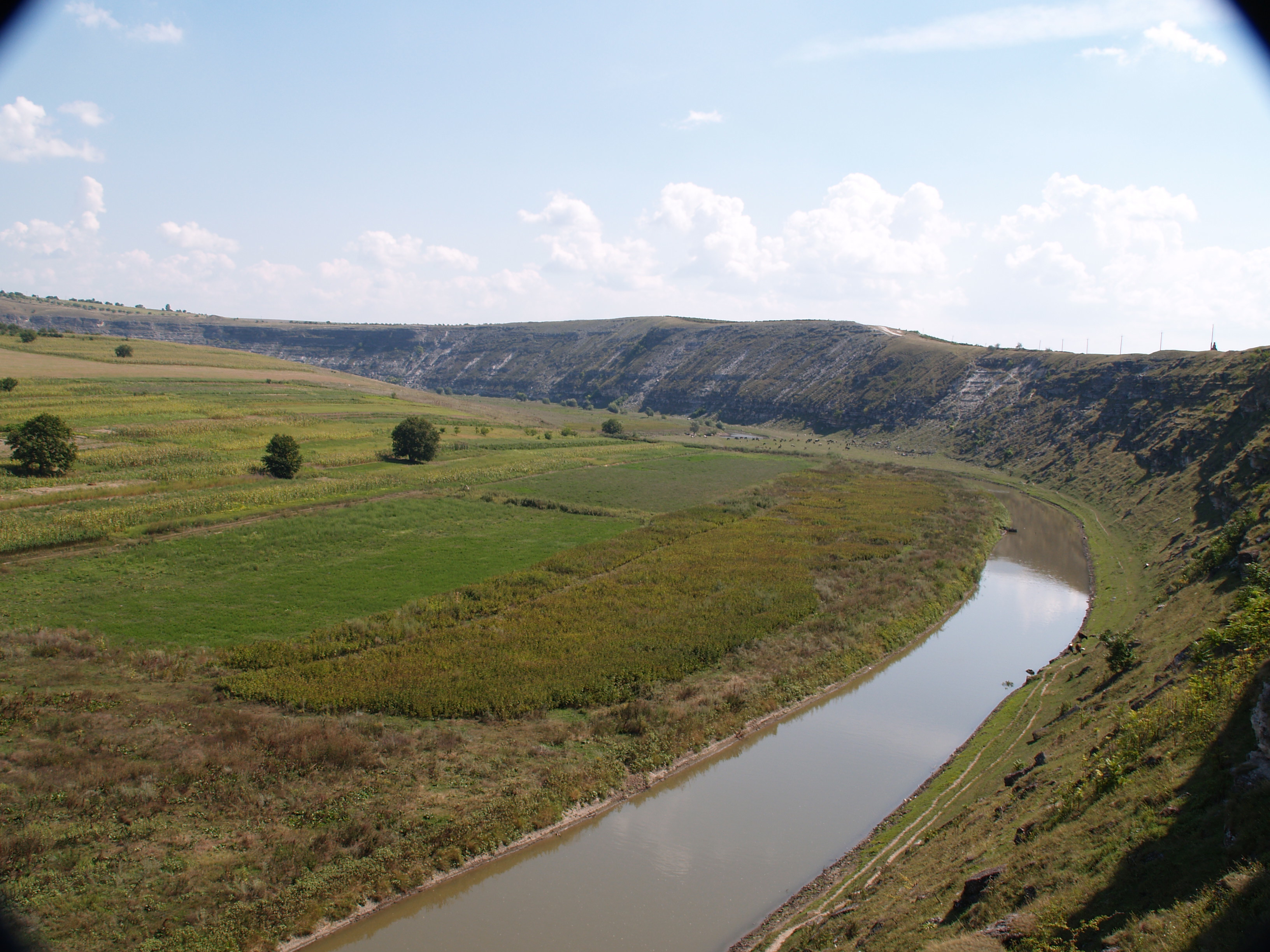
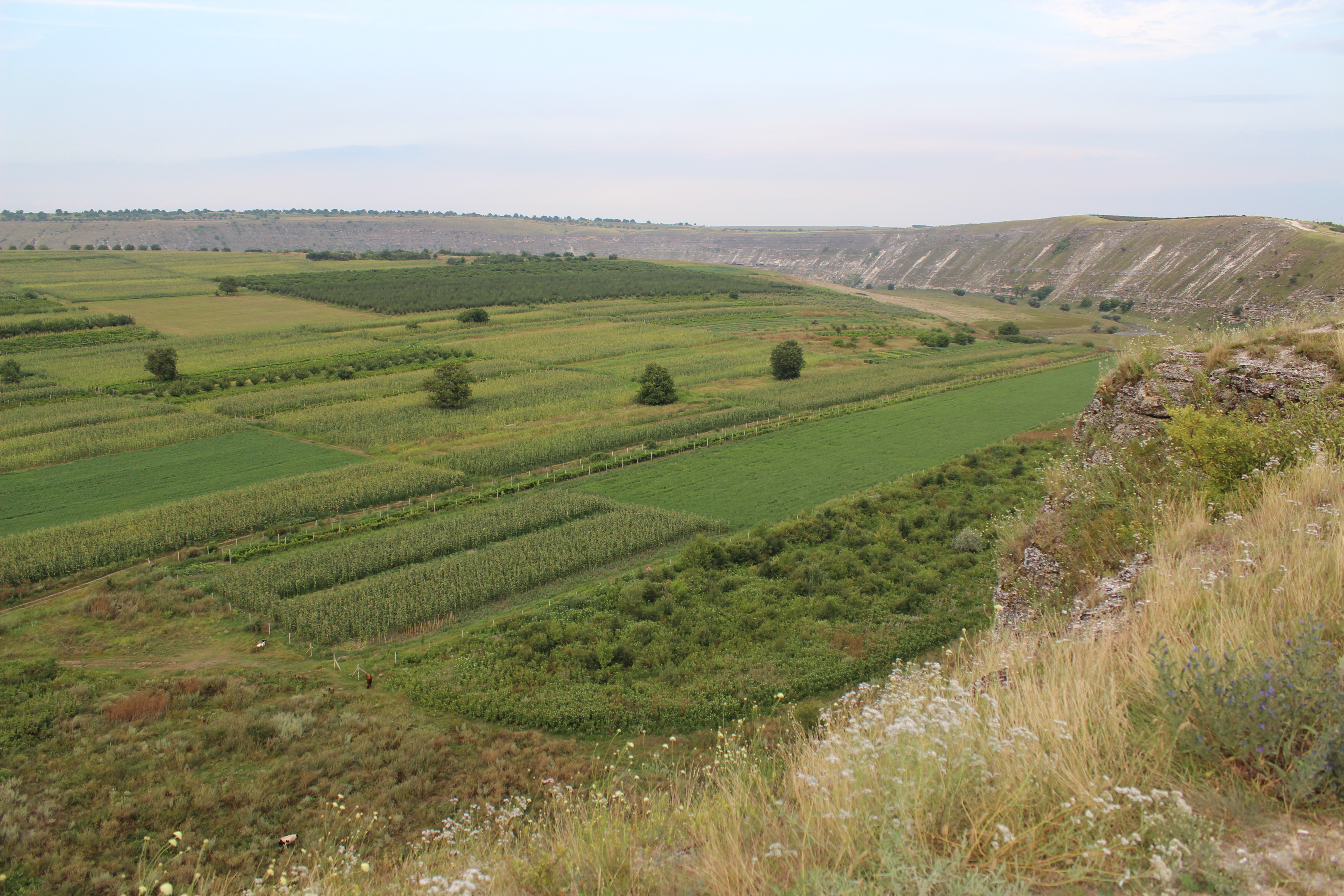
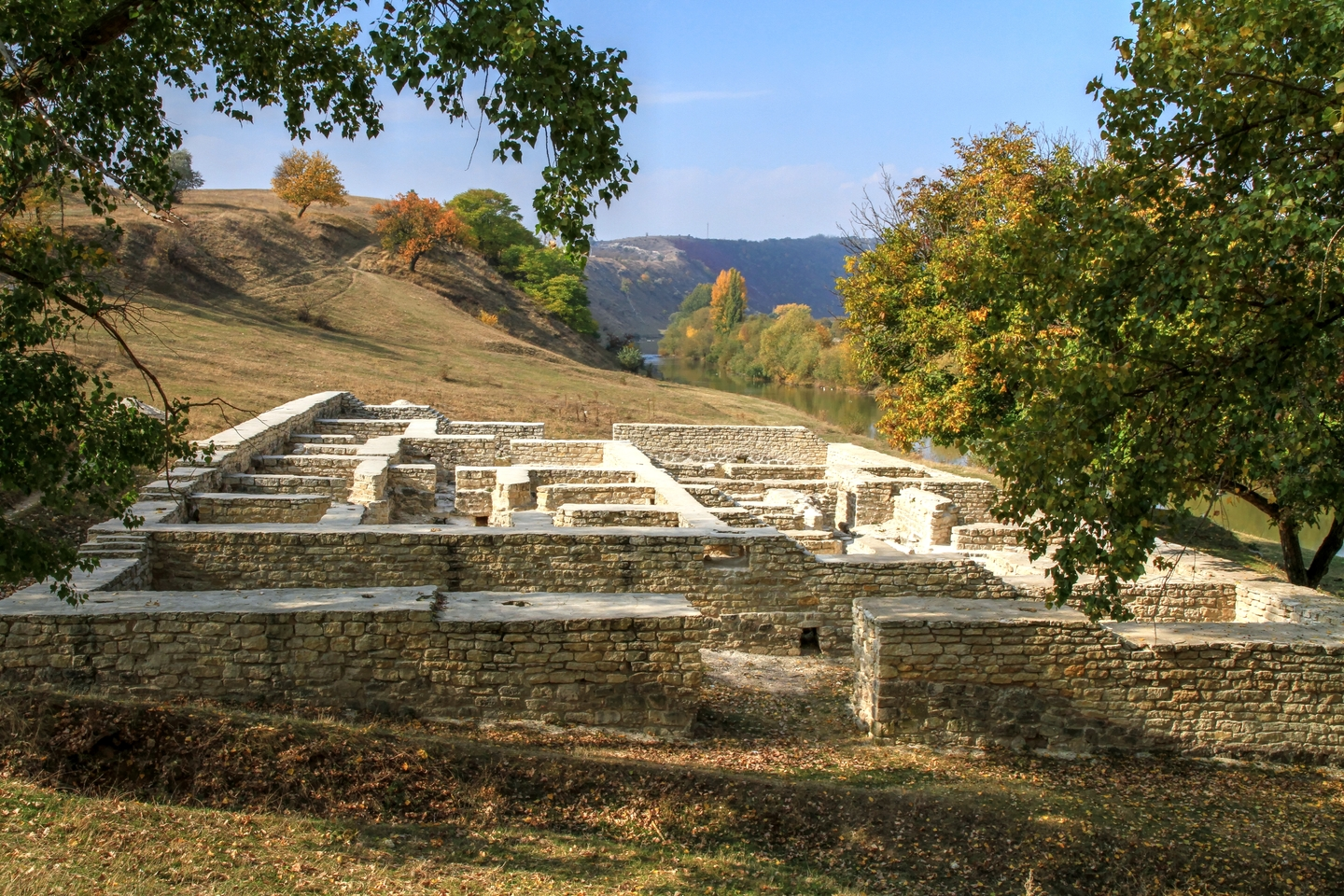